# Cinnamomum padiforme
Cinnamomum padiforme là loài thực vật có hoa trong họ Nguyệt quế. Loài này được (Standl. & Steyerm.) Kosterm. miêu tả khoa học đầu tiên năm 1961.